# Азербайджан на чемпионате Европы по лёгкой атлетике 2010
На чемпионате Европы по легкой атлетике 2010 года, проходившем в Барселоне с 27 июля по 1 августа Азербайджан представляло 5 спортсменов. В результате, завоевав одну бронзовую медаль, команда Азербайджана, наряду с командами Чехии и Финляндии, также завоевавшими по одной бронзе, заняла 25—27 место.

## Участники

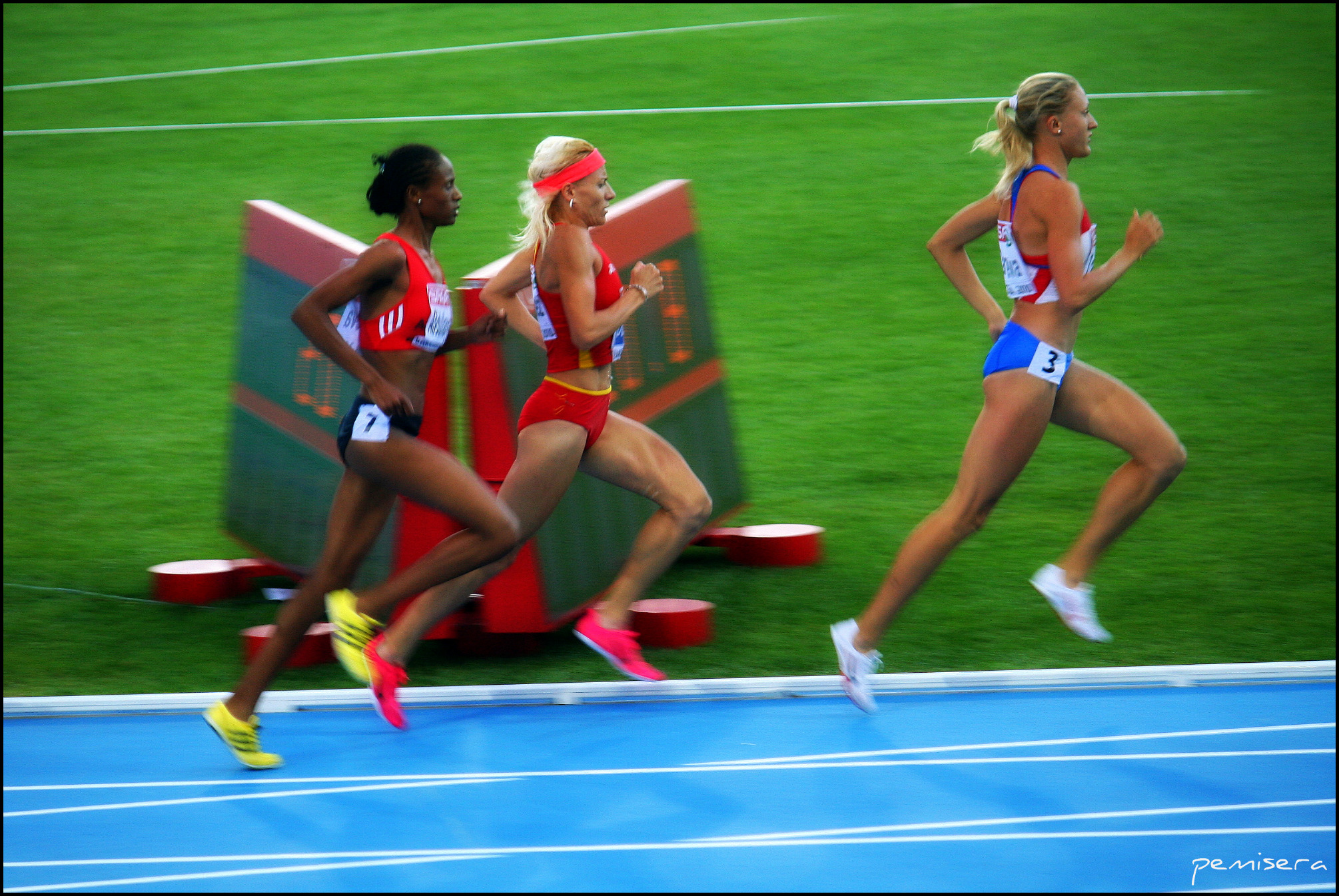
Бежавшая на третьем месте финального забега стипль-чеза Лайеш Абдуллаева в итоге финишировала шестой

| Дисциплина         | Мужчины         | Женщины          |
| ------------------ | --------------- | ---------------- |
| 5000 м             | Хайле Ибрагимов |                  |
| Марафон            | Тилахон Алиев   | Гизашин Сафарова |
| 3000 м с барьерами |                 | Лайеш Абдуллаева |
| Молот              | Дмитрий Маршин  |                  |

## Результаты

### Медальный зачёт
| Страна      | Место | Золото | Серебро | Бронза | Всего |
| ----------- | ----- | ------ | ------- | ------ | ----- |
| Азербайджан | 25-27 | 0      | 0       | 1      | 1     |

### Мужчины

#### Беговые дисциплины
| Дисциплина | Спортсмен       | Квалификация | Квалификация | Полуфинал | Полуфинал | Финал     | Финал |
| Дисциплина | Спортсмен       | Результат    | Место        | Результат | Место     | Результат | Место |
| ---------- | --------------- | ------------ | ------------ | --------- | --------- | --------- | ----- |
| 5000 м     | Хайле Ибрагимов | 13:32.98     | 1            |           |           | 13:34.15  |       |
| Марафон    | Тилахон Алиев   |              |              |           |           | —         | Сход  |

#### Технические дисциплины
| Дисциплина | Спортсмен      | Квалификация | Квалификация | Финал       | Финал       |
| Дисциплина | Спортсмен      | Результат    | Место        | Результат   | Место       |
| ---------- | -------------- | ------------ | ------------ | ----------- | ----------- |
| Молот      | Дмитрий Маршин | 72,43        | 17           | Не пробился | Не пробился |

### Женщины

#### Беговые дисциплины
| Дисциплина         | Спортсмен        | Квалификация | Квалификация | Полуфинал | Полуфинал | Финал     | Финал |
| Дисциплина         | Спортсмен        | Результат    | Место        | Результат | Место     | Результат | Место |
| ------------------ | ---------------- | ------------ | ------------ | --------- | --------- | --------- | ----- |
| 3000 м с барьерами | Лайеш Абдуллаева | 9:40.42      | 1            |           |           | 9:34.75   | 6     |
| Марафон            | Гизашин Сафарова |              |              |           |           | 2:51:59   | 32    |